# Wola Wysocka
Wola Wysocka (ukr. Воля-Висоцька) – wieś na Ukrainie w rejonie lwowskim (wcześniej w rejonie żółkiewskim) obwodu lwowskiego, założona w 1578. Miejscowość liczy 1739 mieszkańców.
W Woli Wysockiej znajduje się drewniana cerkiew z 1598 roku z cennym ikonostasem i najstarszymi polichromiami (z 1611 roku) w tej części Ukrainy. Obok cerkwi dzwonnica z XVIII wieku.
W 1880 roku mieszkało tu 172 rzymskich katolików, 535 grekokatolików i 44 wyznawców judaizmu; 26 osób przyznawało się do polskości, 678 było Rusinami, 47 Niemcami. 
W II Rzeczypospolitej miejscowość była siedzibą gminy wiejskiej Wola Wysocka. W 1921 roku mieszkało w niej 1122 mieszkańców: 342 Polaków (z tego 41 wyznawało judaizm), 776 Ukraińców i 4 Żydów.
W granicach Woli Wysockiej zanajduje się dawniej odrębna wieś Lipina.

## Zbrodnie w Woli Wysockiej
W marcu 1944 roku oddziały OUN-UPA zabiły w Woli Wysockiej 180 Polaków. Ofiary pochowano w zbiorowej mogile. Według Motyki do napadu na Polaków doszło w pierwszej połowie kwietnia (autor ten nie podaje liczby zabitych). Według sprawozdania Komendy Głównej NOW z maja 1944 w Woli Wysockiej nie było już Polaków.
W październiku 1944 w Woli Wysockiej zamordowano 16 kobiet i dzieci. Sprawcą zbrodni była bojówka Służby Bezpieczeństwa OUN "Karmeliuka".
24 grudnia 1944 roku ukraińscy nacjonaliści zabili we wsi 18 rodzin pod zarzutem "zdrady ukraińskiego narodu" i donosicielstwa do NKWD.